# Rádio escolar

LAptop

Rádio escolar ou rádio escola diz respeito a possibilidade de utilização dos recursos da mídia rádio, no desenvolvimento de projetos educativos dentro dos espaços escolares. Nesse contexto alunos e professores passam da condição de consumidores, para a categoria de produtores de mídia, através da ação de criar programas de rádio. Isso permite que estudantes e professores exercitem um olhar crítico em relação aos conteúdos veiculados pelas diversas mídias, engajando-os em projetos de colaboração para a melhoria das relações entre as pessoas, que discutam questões ligadas a construção do projeto de vida, sexualidade, saúde, meio ambiente, ao combate à todas as formas de discriminação e preconceito, entre outras.

## Tipos de projetos de rádio escolar
A veiculação desses programas de rádio dentro do ambiente escolar, poderá ocorrer de diferentes formas:

### Rádio pátio
Aqui a difusão dos programas de rádio acontece via caixas de som que são espalhadas por diferentes ambientes da escola - pátio, corredores, salas de aula.

### Programas gravados em CD's de áudio
Através da utilização de editores de som, numa situação em que se associam o uso do computador conectado à mesas de som, onde se plugam microfones e outros acessórios, os programas produzidos são gravados no formato de CD's de áudio. Dessa forma tais programas podem ser veiculados em salas de aula ou em outros espaços, através do uso de aparelhos de som portáteis.

### Web rádio escolar
Difusão dos programas via web, através de streaming, que são programas que fazem a transmissão de dados de áudio e vídeo pela internet. Dessa forma, a rádio escolar ganha o status de web rádio, que ao ter o seu endereço divulgado, poderá ser ouvida por outros estudantes espalhados pelo nosso país e o mundo.
Os programas também pode ser divulgados através de podcasts, que consistem em índices cronológicos ou remissivos dos arquivos de áudio, que podem ser ouvidos através de programas próprios (os agregadores ou podcatchers) ou baixados para download.

### Transmissão por FM
Uma outra possibilidade está na aquisição de equipamentos de transmissão, onde a rádio escolar poderia ser acessada por FM, nos moldes das rádios comunitárias, embora essa prática, no Brasil, seja proibida pela Anatel e outros órgãos reguladores, e em Portugal, pela ANACOM, quando não existir uma licença própria.